# Kápolnay Juliska
Kápolnay Juliska (Kesztler Edéné) (Budapest, 1873. november 27. – Budapest, 1953. december 12.) drámai színésznő.

## Életpályája
1894-ben végezte el a Színiakadémiát. 1902-től pályája összefonódott férjével, Kesztler Edével. 1905-ben együtt szerződtek Aradra, ettől kezdve az aradi színház vezető színésznője, a közönség kedvence volt. 1905–1918 között Szendrey Mihály társulatában szerepelt. 1918-ban férjével Budapestre költözött. 

### Magánélete
1901. szeptember 29-én Hódmezővásárhelyen kötött házasságot Kesztler Ede (1875–?) színész, rendezővel.

## Színházi szerepei
- Madách Imre: Az ember tragédiája – Éva
- Katona József: Bánk bán – Melinda
- William Shakespeare: Othello – Desdemona
- Herczeg Ferenc: Éva boszorkány – Éva
- Rostand: Cyrano – Roxan
- Ohnet: A vasgyáros – Claire